# Kamino
Kamino je jméno fiktivní planety ve světě Star Wars, jež byla představena ve filmu Star Wars: Epizoda II – Klony útočí. Patří mezi nejodlehlejší planety ve známém vesmíru světa Star Wars a je domovem Kaminoanů, rasy klonovačů, kteří z této činnosti udělali svou hlavní činnost jejich hospodářství.

## Popis planety
Její povrch tvoří pouze moře, tudíž se dá tento svět považovat za typicky oceánickou planetu. Oceán je občas přerušován vrcholky hor, tvořící malé ostrůvky. Klima planety je hodně vlhké a dusné, povrch je bičován nekonečnými hustými dešti a je z vesmíru zakryt hustými bouřkovými mračny.
Celá soustava Kamino se nachází v odlehlých a zapomenutých končinách mimo hlavní Galaxii na jižním okraji trpasličí galaxie Rishi Maze, jež obíhá Galaxii podobně jako v reálném světě např. Velké Magellanovo mračno Mléčnou dráhu.

## Historie planety
Na původně zmrzlém světě kolem roku 19 000 BBY skončila poslední doba ledová, což mělo za následek zaplavení všech kontinentů až po vrcholky hor vodou a změnu klimatu do podoby, která se uchovala až do doby Klonových válek. Kaminoani tuto změnu přežili jen díky svým vyspělým znalostem genetiky. Planeta byla Republikou objevena někdy v pátém tisíciletí BBY a po zničení Ossusu sem Jediové ukryli několik artefaktů, zachráněných před Exarem Kunem. Přesto tato planeta nevešla do velké známosti.
Vše se změnilo v letech těsně před vypuknutím Klonových válek. V roce 32 BBY Kamino navštívil bez vědomí Rady Jediů mistr Sifo-Dyas, aby pro Republiku objednal armádu klonů. Hrabě Dooku pak mistra Sifo-Dyase zavraždil a najal Mandaloriana Jango Fetta, aby posloužil jako předloha pro klony. Tento lovec odměn si oblíbil kaminoanské šipky, které ho o deset let později prozradily při jeho pokusu o atentát na senátorku Amidalu. Přestože hrabě Dooku vymazal z jedijských archivů v chrámu všechny informace o Kaminu, dokázal mistr Obi-Wan Kenobi původ otrávené šipky vystopovat a přímo na planetě si prohlédl již téměř dokončenou armádu klonů.
Mistr Yoda pak před bitvou o Geonosis vyzvedl první část klonů a započaly tak Klonové války. Separatisté brzy objevili zdroj klonů a ještě v témže roce zaútočili na Kamino, avšak klonoví vojáci svůj "domov" ubránili ve všech případech. Na konci války po vzniku Impéria se Kamino stalo jeho součástí a z klonových vojáků se stali Stormtroopeři.
Ačkoliv to pro planetu znamenalo nadále nemalý příjem do planetární kasy, byli Kaminoané s nadvládou Impéria a jejím policejním státem nespokojeni. Proto tajně vytvořili skupinu klonů, navenek stejnou jako Jango Fett, ale nyní s myslí naprogramovanou nikoliv k věrnosti "Republice" (Impériu), ale ke Kaminu. Když byl za deset let jejích růst dokončen, měli tito noví kloni přepadnout stormtroopery a osvobodit Kamino z područí Impéria, ale spiknutí bylo prozrazeno. Darth Vader vyslal svou 501. legii a Bobu Fetta, aby vzpouru klonů potlačili. Přestože klonoví stormtroopeři si vedli proti sice silným, ale v reálném boji nezkušeným rebelským klonům nadmíru dobře, rozhodl po bitvě císař Palpatine o tom, že noví stormtroopeři budou tvořeni z klonů více různých lidí a doplnění o neklonové rekruty.
V roce 1 BBY se na planetě na nějakou dobu usadil Darth Vader, aby se pokusil o nemožné: naklonovat na Sílu citlivého Starkillera a vylepšit ho. Avšak první podařený výtvor klona Starkillera Vaderovi utekl a Vader opět najal Bobu Fetta, aby ho přilákal zpět na planetu. Vader mezitím dokončil klonování perfektní verze dalšího Starkillera, s nímž byl konečně spokojený. Uprchlý Starkiller se na Kamino nakonec vrátil, ale k překvapení Impéria spolu s několika fregatami Aliance rebelů, které obsadily hlavní město Kamina. Klon Starkillera pak v bitvě porazil Vadera a uvěznil ho. Aliance Rebelů se však i přes toto vítězství musela z Kamina stáhnout, neboť nebyla dost silná na odražení protiútoku Impéria.
Na konci Galaktické občanské války a po porážce Impéria se Kamino opět dostalo do izolace. S pádem Impéria zkolabovala i kaminoanská ekonomika, neboť neměl kdo odebírat další klony.